# Gerhard Bremer
Gerhard Bremer (Delligsen, Baixa Saxònia, juliol de 1917 - Alacant, Espanya, 29 d'octubre de 1989) va ser un oficial alemany de les Waffen-SS. Va ser acusat de crims de guerra relacionats amb el desembarcament de Normandia però va fugir a l'Espanya franquista, on va obtenir refugi i va treballar com a contractista a la construcció.

## Trajectòria
Bremer va assistir al gymnasium de Alefeld entre 1927 i 1933 i a la napola (Escola Política Nacional) de Plön entre les Pasqües de 1933 i 1936, on es va graduar a l'educació secundària el 1936. L'1 d'octubre de 1936 es va incorporar voluntari al 3r Batalló de la SS-Standarte Germania en Wolterdingen amb el número de les SS 310.405. El 10 de juny de 1937 va sol·licitar ser membre del Partit Nazi i va ser admès retroactivament amb data 1 de maig del mateix any i número d'afiliat 5.274.225. El 1937 va assistir a l'escola SS-Junker de Bad Tölz i a la tardor de 1938 va arribar a Berlín-Lichterfelde com SS-Untersturmführer de la 10a Companyia de la Leibstandarte SS Adolf Hitler. Va participar en l'ocupació dels Sudets el 1938 i en les altres campanyes de la Segona Guerra Mundial.
Durant la invasió de Polònia a partir de setembre de 1939, va rebre la Creu de Ferro de 2a Classe com a oficial d'ordenança i ajudant en l'Estat Major del 3r Batalló prop de Varsòvia i la Creu de Ferro de 1a Classe a Flandes el1940. També va participar en la invasió dels llavors regnes de Iugoslàvia i Grècia (1941). En el front oriental (juny de 1941) va ser desplegat al sud de Rússia i posteriorment va ser transferit al departament de reconeixement de la Leibstandarte, quan varen perdre a Mariúpol a la vora de la mar d'Azov, fortament defensada per l'Exèrcit Roig.
Bremer va dirigir la Companyia de Motociclistes fins a abril de 1943, després va ser ascendit a SS-Hauptsturmführer i va assumir la direcció del 3r Batalló del SS Panzergrenadier Regiment 26 de la 12a Divisió Panzer SS Hitlerjugend. L'abril de 1944, va ser nomenat comandant del Departament de Reconeixement Panzer SS 12 a Bèlgica, succeint a Erich Olboeter. A Caen, es va fer càrrec de la protecció del flanc esquerre de la divisió. Allí va oferir una resistència fanàtica a les tropes enemigues. Segons els informes, Gerhard Bremer va estar implicat en crims de guerra per l'execució de presoners de guerra canadencs a Putot-en-Bessin. Després va sortir de la Bossa de Falaise amb les restes de la seva divisió i va seguir la retirada general de la Wehrmacht des del Sena fins al Mosa. Va establir una posició de contenció en la zona de Namur, cobrint una àmplia secció de la franja de retirada del 5è Exèrcit Panzer que va resistir a les tropes estatunidenques del general Patton. Per això, Bremer va rebre la 668a Creu de Cavaller de la Creu de Ferro Fulles de Roure.
Després de la renovació del departament de Westfàlia, Bremer va participar en l'ofensiva de les Ardenes i, després del seu fracàs, va ser desplegat a Hongria el febrer de 1945.
Al final de la guerra, ell i la resta de la seva unitat es trobaven a la zona de SanktPölten i es van rendir a les forces soviètiques.

### Postguerra
Va ser presoner de guerra a França, i el juliol de 1948 va ser alliberat, emigrant el 1954 juntament amb la seva esposa Almut a Dénia (Espanya) sense ser jutjat per crims de guerra. Com a contractista de construcció i administrador de propietats, va construir allí un complex de bungalous, que després de la seva mort van continuar el seu fill Gerd i l'esposa d'aquest. En aquest complex es van instal·lar principalment alemanys (com a lloc de vacances o residència permanent). En aquest moment, la mateixa ciutat era el punt de contacte de molts oficials d'alt rang de les SS i criminals de guerra. Otto Skorzeny, Johannes Bernhardt (NSDAP-AO), Anton Galler, Otto Ernst Remer i el metge de les SS Aribert Heim van viure allí durant molt de temps.
Gerhard Bremer va morir el 29 d'octubre de 1989 als 72 anys a Alacant. Va ser enterrat a Dénia.